# Existensminimum (musik)
Magnus Monn (tidigare Henriksson), mer känd under artistnamnet Existensminimum, född 1974 i Stockholm, är en svensk musiker och musikproducent. Han växte upp i Stockholm men är nu bosatt i Finland.
Under namnet "Existensminimum" har Magnus verkat sedan 1999. De tidigaste officiellt utgivna verken släpptes på vinylskivor under det egna skivbolaget "Gud Recordings", riktat mot den elektroniska underground- / technoscenens DJ"s och samlare. 
Det första skivsläppet trycktes upp i enbart 100 exemplar som 12" vinyl EP:n "Antiman Projekt 1", också refererad till som "Västerbron" eftersom EP:ns egentliga namn inte var tydligt utmärkt. De båda namnen fick pryda varsin sida av vinylskivan, och på sidan med "Antiman Projekt 1" stod också ordet "existensminimum" 
Det var heller inte så tydligt vad som benämndes. Då skivan dessutom innehåller sammanlagt 4 spår, var informationen minst sagt minimal. 
Hans genre är electropop / alternative.
Aktiv som trumslagare med Moneybrother mellan 2002 och 2006. Har även spelat med Babalou Smith (SE) och Chihuahua (SE).
Magnus har också producerat och spelat in artister bl.a. Nord & Syd (SE), Velojet (Austria), Antennas (SE), Tobias Fröberg (SE), Pascal (SE), Asha Ali (SE), Holiday for Strings (SE), Cina Monn (SE) m.fl.

## Diskografi
- Västerbron / Antiman Projekt 1, EP Vinyl abum
- Carius & Bactus / Innehåller bokmärke, EP Vinyl 10"
- The on and on EP, EP album
- Last night my head tried to explode and i wrote everything down, CD album
- Ok boys, CD album
- 1993 Remixes, EP album
- Matters, EP